# АЭС Унтервезер
Атомная электростанция Унтервезер (нем. Kernkraftwerk Unterweser) — атомная электростанция в Германии мощностью 1410 М Вт. Закрыта в ночь на 30 мая 2011 года.

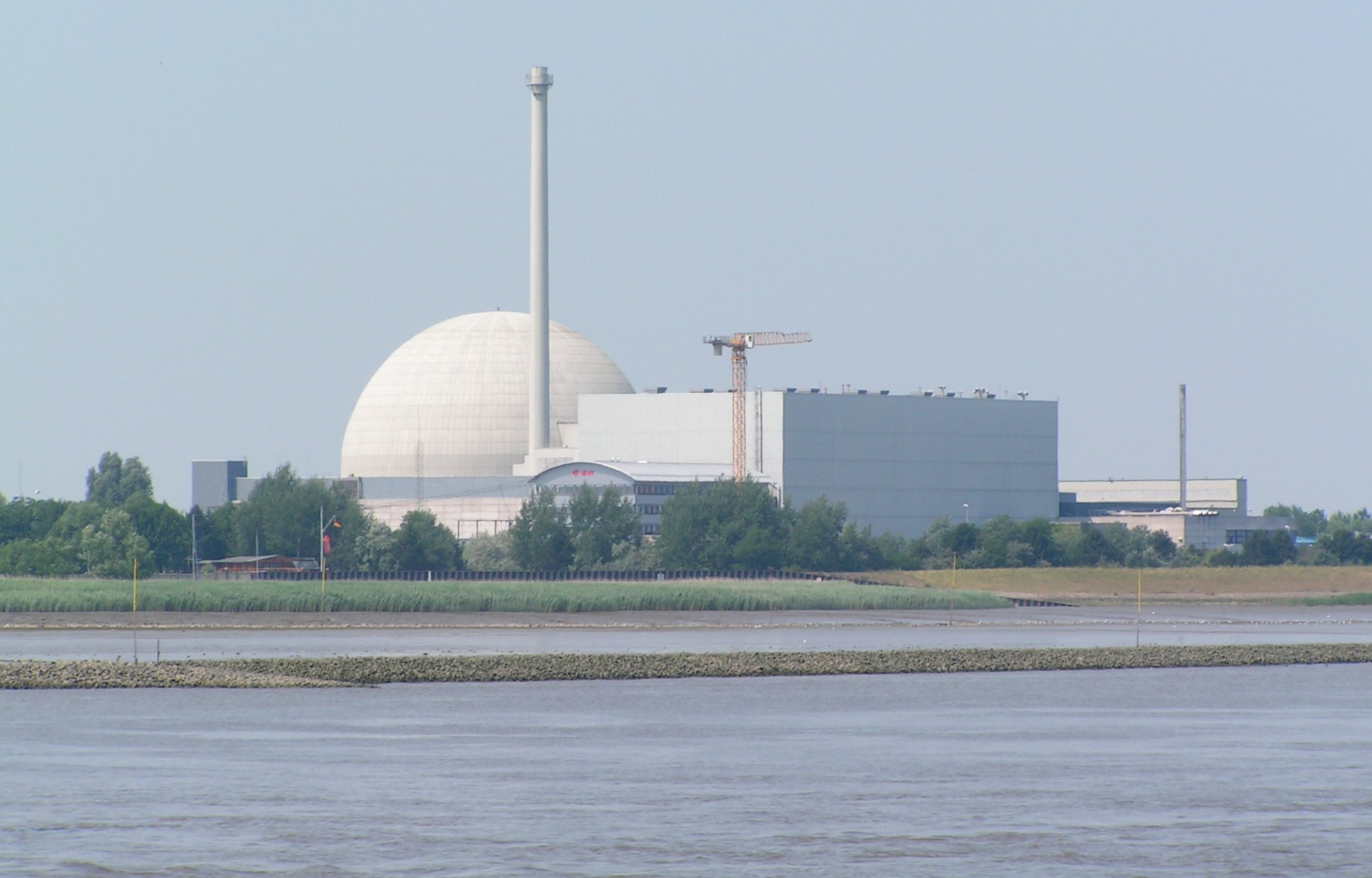
Вид на атомную электростанцию с Везера
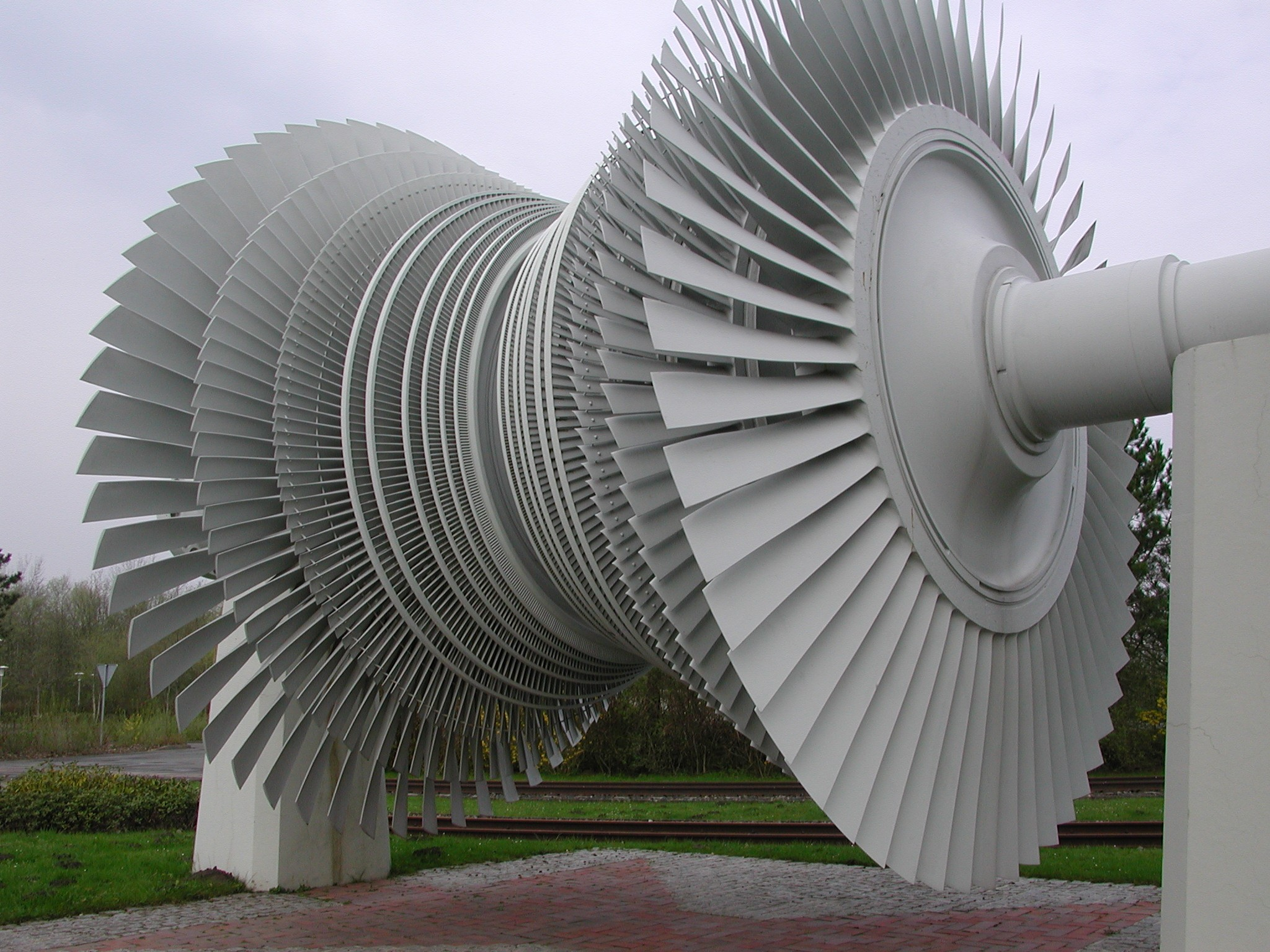
Снятое с эксплуатации рабочее колесо турбины низкого давления

## Данные энергоблока
АЭС имеет один энергоблок:
| Энергоблок       | Тип реактора                       | Нетто- мощность | Брутто- мощность | Начало строительства | Синхронизация с электросетью | Коммерческая эксплуатация | Закрытие   |
| ---------------- | ---------------------------------- | --------------- | ---------------- | -------------------- | ---------------------------- | ------------------------- | ---------- |
| Unterweser (KKU) | Водо-водяной ядерный реактор (PWR) | 1345 MВт        | 1410 MВт         | 01.07.1972           | 29.09.1978                   | 06.09.1979                | 30.05.2011 |